# Mikhaïl Fradkov
Mikhaïl Iefimovitch Fradkov (en russe : Михаил Ефимович Фрадков), né le 1er septembre 1950 près de Kouïbychev (Union soviétique), est un diplomate soviétique puis un homme d'État russe, président du gouvernement de la fédération de Russie de 2004 à 2007. Il est directeur du Service des renseignements extérieurs de la fédération de Russie de 2007 à 2016. Depuis 2017, il est directeur de l'Institut russe d'études stratégiques.
Il a le grade civil de conseiller d'État effectif de la fédération de Russie de 1re classe.

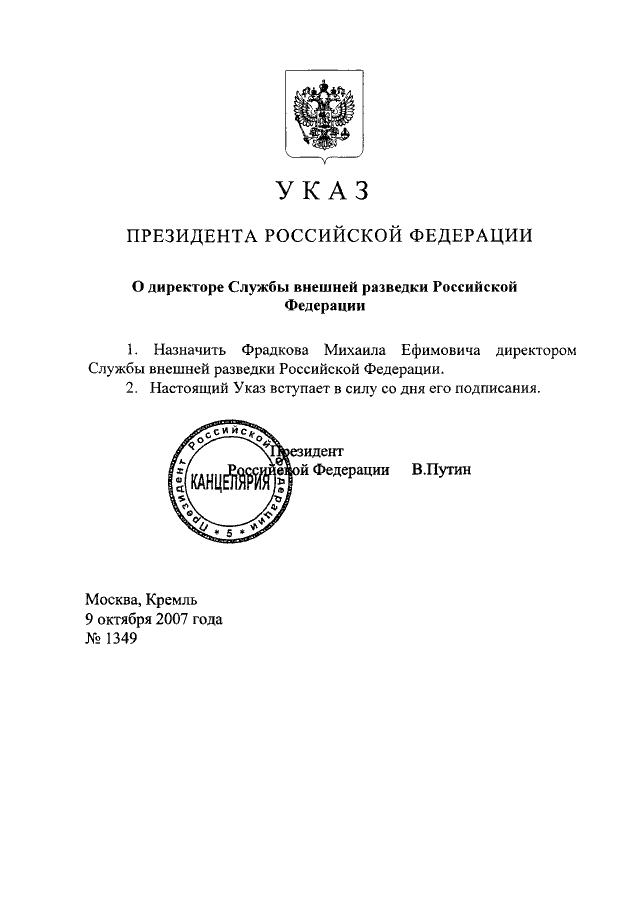
Oukase n°1349 de nomination de M. Fradkov à la tête du SVR

## Biographie
Fradkov suit des études à la fois à l'Institut de manufacture des instruments de Moscou dont il sort diplômé en 1972, puis à l'Académie du commerce extérieur (diplômé en 1981). En 1973, il est nommé à la section des intérêts économiques à l'ambassade d'Union soviétique en Inde où il reste en poste pour 2 ans. Il retourne en Union soviétique pour poursuivre sa carrière avant d'être nommé représentant de la Russie lors de l'Accord général sur les tarifs douaniers et le commerce (GATT) à Genève en 1991.
Fin 1992, Fradkov est nommé vice-ministre pour les relations économiques étrangères, avant de passer premier vice-ministre en 1993. Le 15 avril 1997, le président Boris Eltsine le nomme ministre des relations économiques étrangères et du commerce, avant d'être nommé ministre du commerce en 1999.
Il change de domaine de compétence sous Vladimir Poutine qui le place dans un premier temps vice-secrétaire du Conseil de sécurité, un poste politiquement très sensible, puis directeur de la police fiscale fédérale (2001). Il s'agit d'un poste stratégique pour le gouvernement qui doit lutter pour faire rentrer les impôts dans les caisses de l'État russe au bord de la faillite. En 2003, Fradkov est nommé représentant de la Russie devant l'Union européenne à Bruxelles, considéré comme un poste de confiance.
Le  1er mars 2004, Fradkov est nommé président du gouvernement de la fédération de Russie et investi devant la Douma d'État le 5, quelques jours avant la présidentielle du 14. L'introduction de Fradkov dans le jeu politique par le Président a été une surprise. Si Poutine avait effectivement reconnu la valeur technique de Fradkov, ce dernier n'appartenait pas à son entourage politique immédiat. Sa nomination peut être perçue comme celle d'un technocrate sans affiliation politique dans la lutte de clans qui tourmente le Kremlin. Ce qui évite ainsi au Président de favoriser un camp au détriment d'un autre.
Selon l'analyste politique Lilia Chevtsova du centre Carnegie, la neutralité de Fradkov dans les luttes de pouvoir a permis à Poutine de le nommer. L'ancien président du gouvernement et ancien chef de Fradkov Sergueï Stepachine décrit Fradkov comme « indépendant de n'importe quel groupe ou clan politique » ; Fradkov est présenté comme un homme intègre et compétent (c'était peut-être d'ailleurs juste cette image d'intégrité et de compétence que le Président recherchait en nommant Fradkov).
Vladimir Poutine annonce le 6 octobre 2007 qu'il a été nommé à la tête du Service des renseignements extérieurs de la fédération de Russie. Il est remplacé par Sergueï Narychkine le 22 septembre 2016. Il est nommé en 2017, directeur de l'Institut russe d'études stratégiques.

## Sanctions européennes
Depuis le 26 juillet 2014, il fait l'objet d'une interdiction de pénétrer dans le territoire de l'Union européenne et de gel de ses avoirs éventuels en Union européenne, dans le cadre des sanctions contre la Russie.